# Azzo di Lotaringia
Azzo di Lotaringia, detto anche Erenfredo (955 circa – Saalfeld, 21 marzo 1034), conte palatino di Lotaringia della dinastia degli Azzoni, era figlio di Ermanno I e di Elvige di Dillingen.

## Biografia
Avendo sposato Matilde di Sassonia († 1025), figlia dell'imperatore Ottone II e di Teofano Scleraina, ebbe un ruolo importante durante il regno del cognato, l'imperatore Ottone III.
Il suo potere crebbe quando ottenne le regioni della Turingia e della Franconia che la moglie ricevette come possesso esterno agli Ottoni. Candidato al trono imperiale alla morte di Ottone III, ricevette altri territori (Kaiserswerth, Duisburg e Saalfeld) in cambio della rinuncia al trono, rendendolo l'uomo più potente nell'impero dopo l'imperatore stesso.
Con il successore di Ottone, l'imperatore Enrico II le relazioni divennero sempre più tese dopo il 1010. 
Dalle cronache si sa essere morto molto anziano a Saalfeld, il 21 marzo 1034.
Fondò l'abbazia di Brauweiler presso Colonia, il luogo ove venne celebrato il suo matrimonio, la quale venne consacrata nel 1028 da Pellegrino, arcivescovo di Colonia. Azzo e sua moglie vennero sepolti a nell'abbazia da lui fondata. Nei documenti fondativi di questa abbazia egli risulta sia stato un candidato all'elezione regia del 1002, ma nessun'altra fonte riporta tale affermazione, rendendo ciò molto dubbio.

## Matrimonio e figli
Sposò Matilde di Sassonia, figlia dell'imperatore Ottone II e di Teofano Scleraina. Essi ebbero:
- Liudolfo (1000 circa–10 aprile 1031), conte di Zutphen.
- Ottone I († 1047), conte palatino di Lotaringia e successivamente duca di Svevia come Ottone II.
- Ermanno II (995-1056), arcivescovo di Colonia.
- Teofano († 1056), badessa di Essen e Gerresheim.
- Richeza († 21 marzo 1063), sposò Miecislao II di Polonia e divenne regina di Polonia.
- Adelaide († 1030), badessa di Nijvel (Nivelles).
- Heylwig, badessa di Neuss.
- Matilde, badessa di Dietkirchen e Vilich.
- Sofia, badessa di Santa Maria, Magonza.
- Ida (deceduta nel 1060), badessa di Colonia e di Gandersheim (fondata nell'852 dal suo antenato Liudolfo, duca di Sassonia).

Egli ebbe anche una figlia bastarda, Wazela di Lotaringia, che sposò Ruggero I, conte di Kleve. Secondo leggende riminesi, Azzo e Matilde avrebbero avuto come figlio un certo Malatesta I, detto il Tedesco, che sarebbe stato il capostipite dei Malatesta, signori di Rimini.